# Agents of S.H.I.E.L.D.
Marvel's Agents of S.H.I.E.L.D. of simpelweg Agents of S.H.I.E.L.D. is een Amerikaanse televisieserie over de Marvel Comics-organisatie S.H.I.E.L.D. (Strategic Homeland Intervention, Enforcement and Logistics Division), gecreëerd door Joss Whedon, Jed Whedon en Maurissa Tancharoen voor ABC. De serie wordt geproduceerd door ABC Studios, Marvel Television, en Mutant Enemy en speelt zich af in het Marvel Cinematic Universe na de gebeurtenissen in The Avengers. Het verhaal van Agents of S.H.I.E.L.D. draait rond het personage Phil Coulson, dat door Clark Gregg wordt vertolkt.
De pilot werd uitgezonden op 24 september 2013. ABC gaf de serie op 10 oktober 2013 groen licht voor een seizoen van 22 afleveringen. In totaal zijn er 7 seizoenen met de laatste aflevering gepubliceerd op 12 augustus 2020.

## Plot
Agent Coulson stelt een team van S.H.I.E.L.D.-agenten samen om nieuwe, vreemde zaken te behandelen. Iedere zaak zal het team testen in samenwerking en vindingrijkheid terwijl ze de mysteries rond nieuwe superhelden trachten te achterhalen.
In de loop van seizoen 1 krijgen de agenten te maken met een groot aantal vijandige organisaties en individuele tegenstanders. Twee rode draden in de serie zijn Coulson's zoektocht naar de waarheid achter zijn herstel nadat hij door Loki was gedood, en de jacht op een mysterieus crimineel meesterbrein genaamd "De Helderziende" (The Clairvoyant). Deze helderziende en zijn organisatie werken aan een nieuw leger supersoldaten en willen om die reden ook weten hoe Coulson uit de dood kon opstaan.
Eind seizoen 1, in een verhaallijn die samenvalt met de plot van Captain America: The Winter Soldier, wordt S.H.I.E.L.D. ten val gebracht door HYDRA, waarna Coulson en zijn team onderduiken. In seizoen 2 zetten Coulson en zijn team hun werk voort vanuit een nieuwe basis, ondergedoken voor de overheid. Ze krijgen niet alleen te maken met HYDRA maar ook met de Onmensen (Inhumans) en een tweede S.H.I.E.L.D.-team.
Tijdens het derde seizoen begint Coulson met een geheime missie om de Secret Warriors, een team van Inhumans, samen te stellen terwijl Hydra zijn oude Inhuman-leider Hive herstelt. Nadat Hive samen met Hydra vernietigd is, wordt SHIELD opnieuw een legitieme organisatie met de ondertekening van de Sokovia-akkoorden. 
In het vierde seizoen keert Coulson terug naar het veldwerk, omdat de wereld gelooft dat hij dood is en heeft hij de taak om meer Inhumans op te sporen, waaronder Robbie Reyes / Ghost Rider. Bovendien voltooien agent Leo Fitz en Holden Radcliffe hun werk aan het Life Model Decoy-project en de ontwikkeling van het Framework. 
In het vijfde seizoen worden Coulson en zijn team op mysterieuze wijze ontvoerd naar een ruimtestation van de Kree in het jaar 2091, waar ze moeten proberen de resten van de mensheid te redden en uitzoeken hoe ze thuis kunnen komen. Nadat ze thuis raakten werden ze door de hele wereld gezocht en moesten ze schuilen.
In het zesde seizoen krijgen Mack, Yo-Yo en May te maken met Sarge die sprekend op Coulson lijkt en zijn squad die uit een andere dimensie komen. Terwijl Jemma en Quake met een team de ruimte in gaan om Fitz te zoeken.
In het zevende seizoen reist het team terug in de tijd om te voorkomen dat de Chronicoms het ontstaan van S.H.I.E.L.D. ongedaan maken. Dit doen ze met behulp van een Phil Coulson LMD en de Zephyr die is geüpgraded zodat hij door te tijd kan reizen.

## Rolverdeling
Alle acteurs/actrices met een hoofdrol.
| Acteur/Actrice          | Personage                               | Seizoenen | Seizoenen | Seizoenen | Seizoenen | Seizoenen | Seizoenen | Seizoenen |
| Acteur/Actrice          | Personage                               | 1         | 2         | 3         | 4         | 5         | 6         | 7         |
| ----------------------- | --------------------------------------- | --------- | --------- | --------- | --------- | --------- | --------- | --------- |
| Clark Gregg             | Phil Coulson / Sarge / Phil Coulson LMD | Hoofdrol  | Hoofdrol  | Hoofdrol  | Hoofdrol  | Hoofdrol  | Hoofdrol  | Hoofdrol  |
| Ming-Na Wen             | Melinda May                             | Hoofdrol  | Hoofdrol  | Hoofdrol  | Hoofdrol  | Hoofdrol  | Hoofdrol  | Hoofdrol  |
| Brett Dalton            | Grant Ward / Hive                       | Hoofdrol  | Hoofdrol  | Hoofdrol  | Bijrol    | Gastrol   |           |           |
| Chloe Bennet            | Skye / Daisy Johnson / Quake            | Hoofdrol  | Hoofdrol  | Hoofdrol  | Hoofdrol  | Hoofdrol  | Hoofdrol  | Hoofdrol  |
| Iain De Caestecker      | Leo Fitz                                | Hoofdrol  | Hoofdrol  | Hoofdrol  | Hoofdrol  | Hoofdrol  | Hoofdrol  | Hoofdrol  |
| Elizabeth Henstridge    | Jemma Simmons                           | Hoofdrol  | Hoofdrol  | Hoofdrol  | Hoofdrol  | Hoofdrol  | Hoofdrol  | Hoofdrol  |
| Nick Blood              | Lance Hunter                            |           | Hoofdrol  | Hoofdrol  |           | Gastrol   |           |           |
| Adrianne Palicki        | Bobbi Morse / Mocking bird              |           | Hoofdrol  | Hoofdrol  |           |           |           |           |
| Henry Simmons           | Alphonso "Mack" Mackenzie               |           | Bijrol    | Hoofdrol  | Hoofdrol  | Hoofdrol  | Hoofdrol  | Hoofdrol  |
| Luke Mitchell           | Lincoln Campbell                        |           | Bijrol    | Hoofdrol  |           |           |           |           |
| John Hannah             | Holden Radcliffe                        |           |           | Bijrol    | Hoofdrol  |           |           |           |
| Natalia Cordova-Buckley | Elena "Yo-Yo" Rodriguez                 |           |           | Bijrol    | Bijrol    | Hoofdrol  | Hoofdrol  | Hoofdrol  |
| Jeff Ward               | Deke Shaw                               |           |           |           |           | Bijrol    | Hoofdrol  | Hoofdrol  |

Alle acteurs/actrices met een bijrol (die meer dan 10 keer zijn voor gekomen).
| Acteur/Actrice                                    | Personage                  | Seizoenen | Seizoenen | Seizoenen | Seizoenen | Seizoenen | Seizoenen | Seizoenen |
| Acteur/Actrice                                    | Personage                  | 1         | 2         | 3         | 4         | 5         | 6         | 7         |
| ------------------------------------------------- | -------------------------- | --------- | --------- | --------- | --------- | --------- | --------- | --------- |
| Maximilian Osinski                                | Davis                      | Gastrol   |           |           | Bijrol    | Bijrol    | Bijrol    |           |
| Briana Venskus                                    | Piper                      |           |           | Gastrol   | Bijrol    | Bijrol    | Bijrol    | Bijrol    |
| Mallory Jansen                                    | Aida/Agnes/Madame Hydra    |           |           |           | Bijrol    |           |           |           |
| Gabriel Luna                                      | Robbie Reyes / Ghost Rider |           |           |           | Bijrol    |           |           |           |
| Ruth Negga                                        | Raina                      | Bijrol    | Bijrol    |           |           | Gastrol   |           |           |
| Adrian Pasdar                                     | Glenn Talbot               | Gastrol   | Bijrol    | Gastrol   | Bijrol    | Bijrol    |           |           |
| Jason O'Mara                                      | Jeffrey Mace               |           |           |           | Bijrol    |           |           |           |
| Kyle MacLachlan                                   | Calvin Zabo                | Gastrol   | Bijrol    |           |           |           |           |           |
| B.J. Britt                                        | Antoine Triplett           | Bijrol    | Bijrol    |           | Gastrol   |           |           |           |
| Joel Stoffer                                      | Enoch                      |           |           |           | Gastrol   | Bijrol    | Bijrol    | Bijrol    |
| J. August Richards                                | Mike Peterson / Deathlok   | Bijrol    | Gastrol   |           |           | Gastrol   |           |           |
| Simon Kassianides                                 | Sunil Bakshi               |           | Bijrol    |           | Gastrol   |           |           |           |
| Powers Boothe                                     | Gideon Malick              |           |           | Bijrol    |           |           |           |           |
| Jamie Harris                                      | Gordon                     |           | Bijrol    |           |           |           |           |           |
| Mark Dacascos                                     | Giyera                     |           |           | Bijrol    |           |           |           |           |
| Bair Underwood (Dr. Garner) Matthew Willig (Lash) | Andrew Garner / Lash       |           | Gastrol   | Bijrol    |           | Gastrol   |           |           |
| Catherine Dent                                    | General Hale               |           |           |           |           | Bijrol    |           |           |

## Productie
Het idee voor een live-action tv-serie gebaseerd op een strip van Marvel, ontstond reeds in 2009 toen The Walt Disney Company Marvel overkocht. In juli 2012 begon Disney te onderhandelen met ABC voor een serie die deel uit kon gaan maken van het Marvel Cinematic Universe, al was toen nog niet bekend waar die serie over zou gaan.  Een maand later tekende Joss Whedon, regisseur van Marvel's The Avengers en tv-series als Buffy the Vampire Slayeren Firefly, voor de regie van de nieuwe serie. In augustus 2012 gaf ABC groen licht voor een pilotaflevering voor een serie gebaseerd op de organisatie S.H.I.E.L.D.. In april 2013 werd de definitieve titel van de nieuwe serie onthuld.
Jed Whedon, Tancharoen, en Jeffrey Bell zijn de showrunners van de serie. Volgens Bell moest de serie een balans zien  te vinden tussen nieuwe verhalen, en verfilmingen van bestaande elementen uit de strips, zodat de serie zowel fans als niet-fans aan zou kunnen spreken. De kostuums voor de pilot werden ontworpen door Betsy Heimann, maar zij verliet de serie nadien vanwege verplichtingen bij andere projecten. Ann Foley nam het werk van Heimann over. Ze liet zich onder andere inspireren door Skyfall en Mission: Impossible – Ghost Protocol.
In oktober 2012 werd begonnen met het casten van de hoofdpersonen. Later die maand maakten Joss Whedon, Kevin Feige en Clark Gregg op de New York Comic Con bekend dat Gregg opnieuw de rol van Phil Coulson zou gaan vertolken. Eind oktober werd actrice Ming-Na Wen gecast als agente May. In november 2012 kwamen Elizabeth Henstridge en Iain De Caestecker bij de serie. December 2012 kreeg Chloe Bennet de rol van Skye. 
In juli 2013 maakte Bear McCreary bekend de muziek voor de serie te zullen componeren.

## Connecties met het Marvel Cinematic Universe
Volgens Jos Whedon wordt nauw samengewerkt met de scriptschrijvers van de films uit het Marvel Cinematic Universe, om alles tot 1 samenvallend geheel te maken.
Zo begint de aflevering "The Well" in de nasleep van de gebeurtenissen uit de film Thor: The Dark World. De finale van seizoen 1 valt samen met de gebeurtenissen uit Captain America: The Winter Soldier. De aflevering “T.A.H.I.T.I.” introduceert de Kree; een buitenaards ras dat ook meespeelt in Guardians of the Galaxy en Captain Marvel. Agents of S.H.I.E.L.D. Seizoen 2 van de serie introduceert de onmensen in het Marvel Cinematic Universe. De aflevering "The Dirty Half Dozen" speelt in op de gebeurtenissen uit Avengers: Age of Ultron. Zo is te zien hoe Coulson data bemachtigd uit een HYDRA-basis en aan Maria Hill doorspeelt, wat verklaart hoe De Avengers in de film over deze informatie konden beschikken. De aflevering erop blijkt dat Coulson verantwoordelijk was voor het onderhouden en uiteindelijk beschikbaar stellen van de Helicarrier waarmee Nick Fury in Age of Ultron helpt de bevolking van Sokovia te evacueren.

## Prijzen
Agents of S.H.I.E.L.D.  heeft de volgende prijzen gewonnen:
2013
- De Critics' Choice Television Awards voor beste nieuwe serie
- De Television Critics Association voor Most Promising New Fall Series

2014
- De Teen Choice Award voor beste mannelijke ster (Brett Dalton)